# Émilien Segard
Émilien Segard, né le 1er juin 1875 à Salouël et mort à une date inconnue du XXe siècle, est un peintre en bâtiment et anarchiste français. Fils de Philogone Segard et de Marie Léonie Mécrent, il les suit dans le mouvement anarchiste et s'intègre aux groupes anarchistes des années 1890, en particulier à Saint-Denis.
Né dans une famille ouvrière et anarchiste, Segard rejoint ses parents dans le mouvement anarchiste de Saint-Denis et mène un certain nombre d'actions dans les années 1890 et 1900, en s'intéressant particulièrement à l'antimilitarisme. Il meurt à une date inconnue du XXe siècle.
Sa photographie policière fait partie des collections du Metropolitan Museum of Art (MET).

## Biographie

### Naissance et jeunesse
Émilien Alfred Segard naît à Salouël, dans le département de la Somme, le 1er juin 1875. Fils de Marie Léonie Mécrent, il est adopté par Philogone Segard en 1880, lors de son mariage avec sa mère,. 

### Militantisme anarchiste

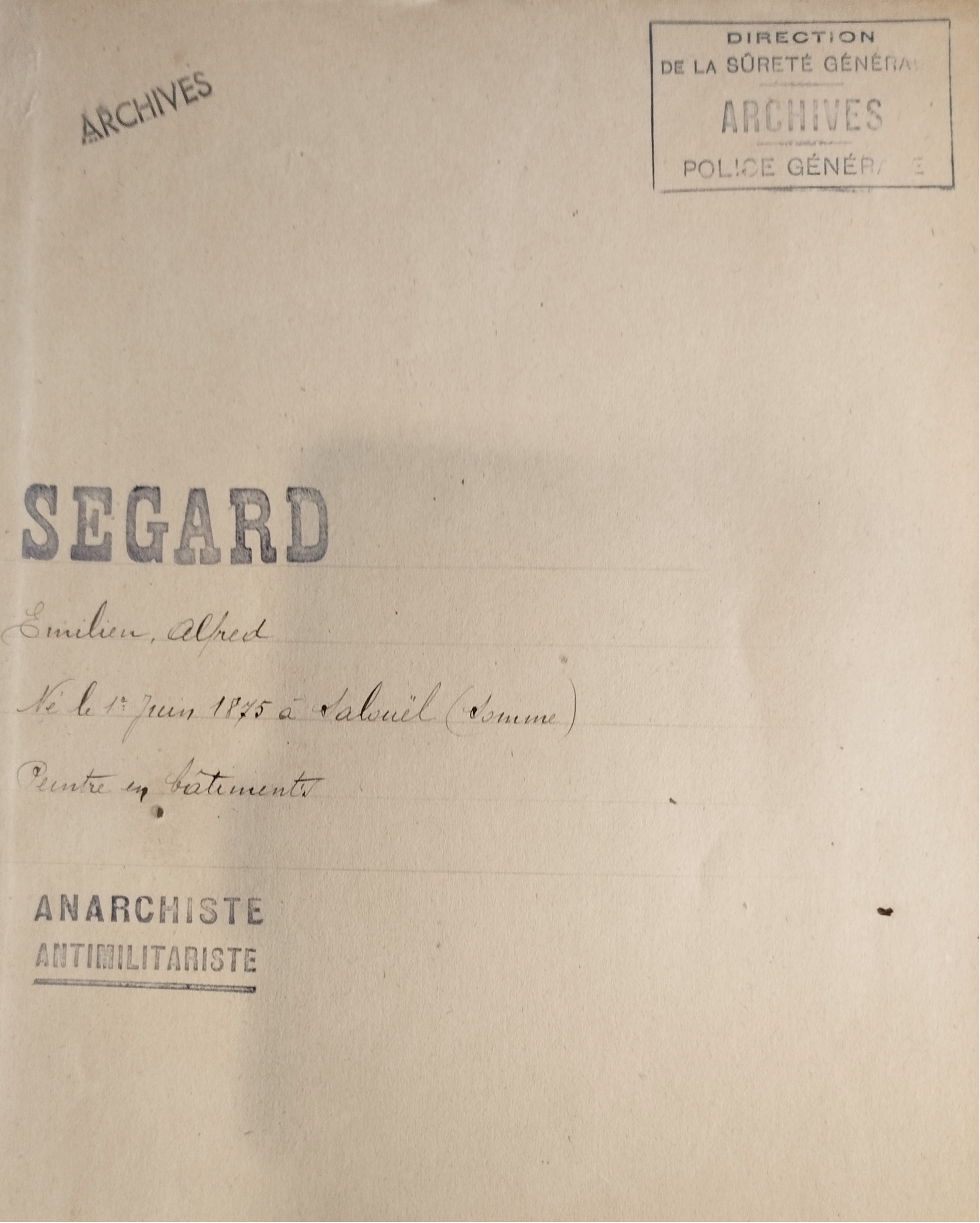
Couverture du dossier de renseignements sur Segard (Archives nationales 19940474 - courtoisie dArchives anarchistes)

Comme ses parents, Segard rejoint les cercles anarchistes de Saint-Denis, des groupes marqués par une population jeune et ouvrière et relativement radicaux, défendant des idées comme la reprise individuelle ou la propagande par le fait. En février 1893, Segard est remarqué comme s'opposant au tirage au sort des jeunes à Saint-Denis devant les mener au service militaire en distribuant Le Père Peinard aux conscrits,. Il va aussi coller l'affiche Le Père Peinard au populo, numéro spécial du journal, sur les murs du commissariat sud de Saint-Denis,.
Segard rejoint ensuite la Somme avec le compagnon Claude Defosse, où il aurait servi à transmettre des informations entre son père et Londres,. Les deux sont perquisitionnés à Salouël, sans que la police ne parvienne à les arrêter,.
L'anarchiste revient à Saint-Denis, s'y installe et y travaille comme peintre de voitures,. Il est arrêté à plusieurs reprises pour ses activités anarchistes et bertilloné, puis est envoyé à son service militaire - où il est surveillé avec beaucoup d'attention avant d'être renvoyé et jugé « inapte » à servir, en novembre 1897,. Quelques mois plus tard, en février 1898, Segard est arrêté à Amiens avec d'autres compagnons anarchistes pour s'être battu avec des catholiques pendant l'une de leurs conférences,. Il est condamné à vingt jours de prison avec trois autres compagnons,.
En 1903, il rejoint Saint-Denis avec sa mère, mais la police ne parvient pas à le localiser avant l'année suivante, quand elle constate qu'il est chez Louis Grandidier, mais il quitte alors ce domicile pour retourner à Amiens,. 
En 1909, il est à Paris, où il travaille comme peintre de bâtiment et est surveillé comme un anarchiste « dangereux » qui ne se rendrait pas aux manifestations mais plutôt aux réunions et serait antimilitariste convaincu,. En 1912, il est alors noté comme anarchiste peu militant et l'année suivante, à Amiens, est perquisitionné,. La police trouve de la propagande antimilitariste chez lui,. L'année suivante, il est maintenu au carnet B,.

## Postérité

### Photographie policière
Sa photographie policière fait partie des collections du Metropolitan Museum of Art (MET).